# Ca l'Estevenet
Ca l'Estevenet és una masia de Bordils (Gironès) inclosa a l'Inventari del Patrimoni Arquitectònic de Catalunya. L'edifici fou construït el 1848 per Esteve Martí, tal com s'indica en una pedra de l'arc d'entrada.

## Descripció
És una antiga masia de planta rectangular, estructurada en tres crugies paral·leles perpendiculars a la façana principal i amb accés central. Parets estructurals morterades i façana acabades amb un rebatut. La coberta és a dues vessants amb teulada àrab u ràfec de filera doble amb rajols plans i teula girada.
Consta de planta baixa, pis i golfes, actualment adaptades també per a estatge. Les obertures de la façana són emmarcades amb carreus, la porta d'accés exterior és amb arc rebaixat. La planta baixa i el primer pis són coberts amb volta de rajols. L'escala és situada al fons de la crugia central. Les portes interiors de les dues primeres plantes són emmarcades per carreus.